# هيرمان جيمس قود
هيرمان جيمس قود هو جندي كندي، ولد في 29 نوفمبر 1887 في باثرست ‏ في كندا، وتوفي بنفس المكان في 18 أبريل 1969.